# Sympycnus gregori
Sympycnus gregori is een vliegensoort uit de familie van de slankpootvliegen (Dolichopodidae). De wetenschappelijke naam van de soort is voor het eerst geldig gepubliceerd in 1999 door Olejnicek & Stark.